# Euthalia insularis
Euthalia insularis är en fjärilsart som beskrevs av John Nevill Eliot 1978. Euthalia insularis ingår i släktet Euthalia och familjen praktfjärilar. Inga underarter finns listade i Catalogue of Life.